# Relaciones México-Singapur
Las naciones de México y Singapur establecieron relaciones diplomáticas en 1975. Ambas naciones son miembros del Foro de Cooperación de Asia Oriental y América Latina, Foro de Cooperación Económica Asia-Pacífico y de las Naciones Unidas.

## Historia
El 9 de agosto de 1965, Singapur obtuvo su independencia del Reino Unido. México reconoció y estableció relaciones diplomáticas con Singapur el 22 de diciembre de 1975. En 1990, México abrió una embajada en Singapur. Por su parte, Singapur maneja su relaciones con México a través de una embajada no-residente con sede en Singapur y mantiene un consulado-general honorario con sede en la Ciudad de México.
Desde el establecimiento de las relaciones diplomáticas, las relaciones entre los dos países se desarrollaron continuamente con base en intereses comunes. En 1990, el presidente Carlos Salinas de Gortari se convirtió en el primer jefe de Estado mexicano en visitar Singapur. En 1991, el ministro Mayor Lee Kuan Yew realizó una visita oficial a México. Desde las visitas iniciales, ha habido varias visitas de alto nivel entre líderes de ambas naciones.
En septiembre de 2012, el presidente mexicano Felipe Calderón visitó Singapur y se reunió con el presidente de Singapur Tony Tan y con el Primer ministro Lee Hsien Loong. Durante su visita, el presidente Calderón pronunció un discurso en el Hotel Fullerton Hotel Singapur titulado "Una Perspectiva Mexicana sobre la Economía Global" para el Instituto Internacional de Estudios Estratégicos.
En octubre de 2013, el secretario de Relaciones Exteriores de México José Antonio Meade visitó Singapur y se reunió con el ministro de Finanzas Tharman Shanmugaratnam y el ministro de Relaciones Exteriores K. Shanmugam. En 2014, ministro Shanmugam visitó México y se reunió con el secretario Meade. El ministro Shanmugam también asistió a una mesa redonda de desayuno de negocios organizada por ProMéxico y pronunció un discurso llamado Bridging the Pacific: The Singapore-Mexico Partnership con diplomáticos, líderes empresariales y personalidades del sector privado que asistieron a la mesa redonda.
En junio de 2016, el presidente de Singapur, Tony Tan, realizó una visita oficial a México, el primer jefe de Estado de Singapur para realizar una visita de estado a América Latina. Su llegada a México coincidió con el 40 aniversario de las relaciones diplomáticas entre las dos naciones. Durante la visita de cuatro días del presidente Tan, ambas naciones firmaron acuerdos sobre comercio y mejoraron la cooperación en ciencia y educación, así como la promoción del Acuerdo Transpacífico de Cooperación Económica (TPP).
En noviembre de 2019, el Primer ministro de Singapur, Lee Hsien Loong realizó una visita a México y se reunió con el presidente mexicano Andrés Manuel López Obrador. Durante su visita, el presidente López Obrador anunció que Singapur tendrá participación en el Plan de Desarrollo del Istmo de Tehuantepec que tiene en marcha su administración. En 2022, ambas naciones celebraron su V Reunión del Mecanismo de Consulta Política que tuvo como sede Singapur y contó con la asistencia de la subsecretaria de Relaciones Exteriores de México, Carmen Moreno Toscano.

## Visitas de alto nivel

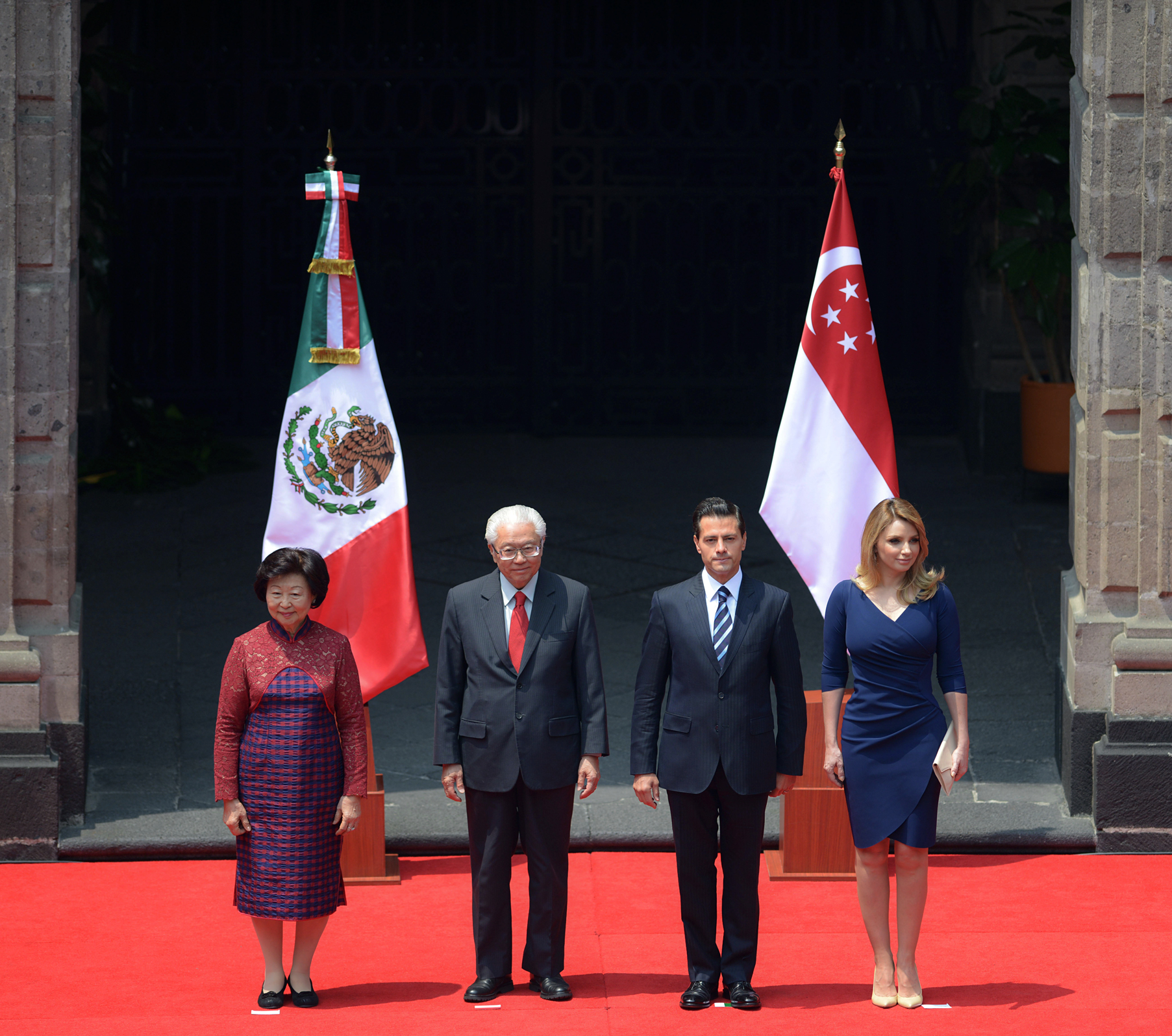
El presidente de Singapur Tony Tan junto con el presidente mexicano Enrique Peña Nieto en la Ciudad de México; 2016.

Visitas de alto nivel de México a Singapur
- Presidente Carlos Salinas de Gortari (1990)
- Presidente Ernesto Zedillo (1996, 2000)
- Presidente Felipe Calderón (2009, 2012)
- Secretario de Relaciones Exteriores José Antonio Meade (2013)
- Subsecretaria de Relaciones Exteriores Carmen Moreno Toscano (2022)

Visitas de alto nivel de Singapur a México
- Ministro Mayor Lee Kuan Yew (1991)
- Primer Ministro Goh Chok Tong (1997)
- Ministro de Relaciones Exteriores K. Shanmugam (2014)
- Presidente Tony Tan (2016)
- Primer Ministro Lee Hsien Loong (2019)

## Acuerdos bilaterales
Ambas naciones han firmado varios acuerdos bilaterales, como un Acuerdo sobre Servicios Aéreos (1990); Acuerdo para Evitar la Doble Imposición y Prevenir la Evasión Fiscal en Materia del Impuesto a la Renta (1994); Acuerdo para la Promoción y Protección Recíproca de Inversiones (2009); Memorando de Entendimiento sobre la Cooperación Internacional para el Desarrollo (2016); Memorando de Entendimiento sobre la Cooperación en el Ámbito de la Educación (2016); y un Memorando de Entendimiento sobre la Cooperación Agrícola y Alimentaria (2016).

## Relaciones comerciales
En 2018, ambas naciones se convirtieron en signatarias del Acuerdo Amplio y Progresista de Asociación Transpacífico. En 2023, el comercio entre ambas naciones ascendió a $3.8 mil millones de dólares. Los principales productos de exportación de México a Singapur incluyen: teléfonos y teléfonos móviles, electrónica, minerales y concentrados de cobre, productos químicos, plomo en bruto, minerales, alcohol, frutas y café. Los principales productos de exportación de Singapur a México incluyen: diodos, transistores y semiconductores similares; maquinaria y repuestos, petróleo, instrumentos diversos, repuestos y accesorios para vehículos, medicamentos, oro, platino y otros metales preciosos. Más de 200 empresas multinacionales de Singapur operan en México, como Banyan Group, Flextronics, Keppel Ltd. y ST Engineering. Al mismo tiempo, en Singapur operan más de 81 empresas multinacionales mexicanas, como Cemex y Gruma.

## Misiones diplomáticas residentes
- México tiene una embajada en Singapur.[16]
- Singapur tiene un embajador no-residente acreditado para México en Singapur, y mantiene un consulado-general honorario en la Ciudad de México.[17]

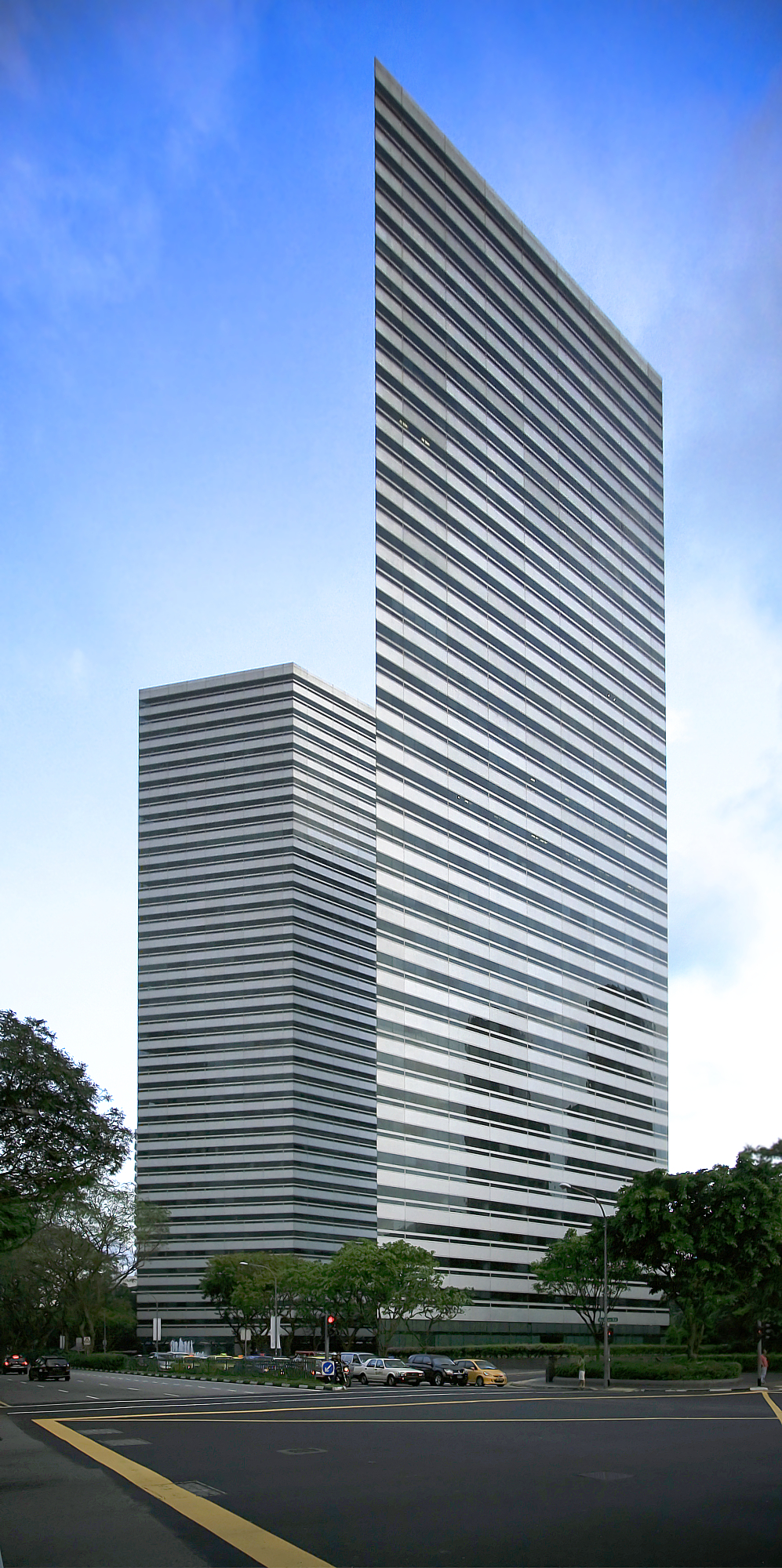
El edificio The Gateway Singapore alojando a la Embajada de México en Singapur
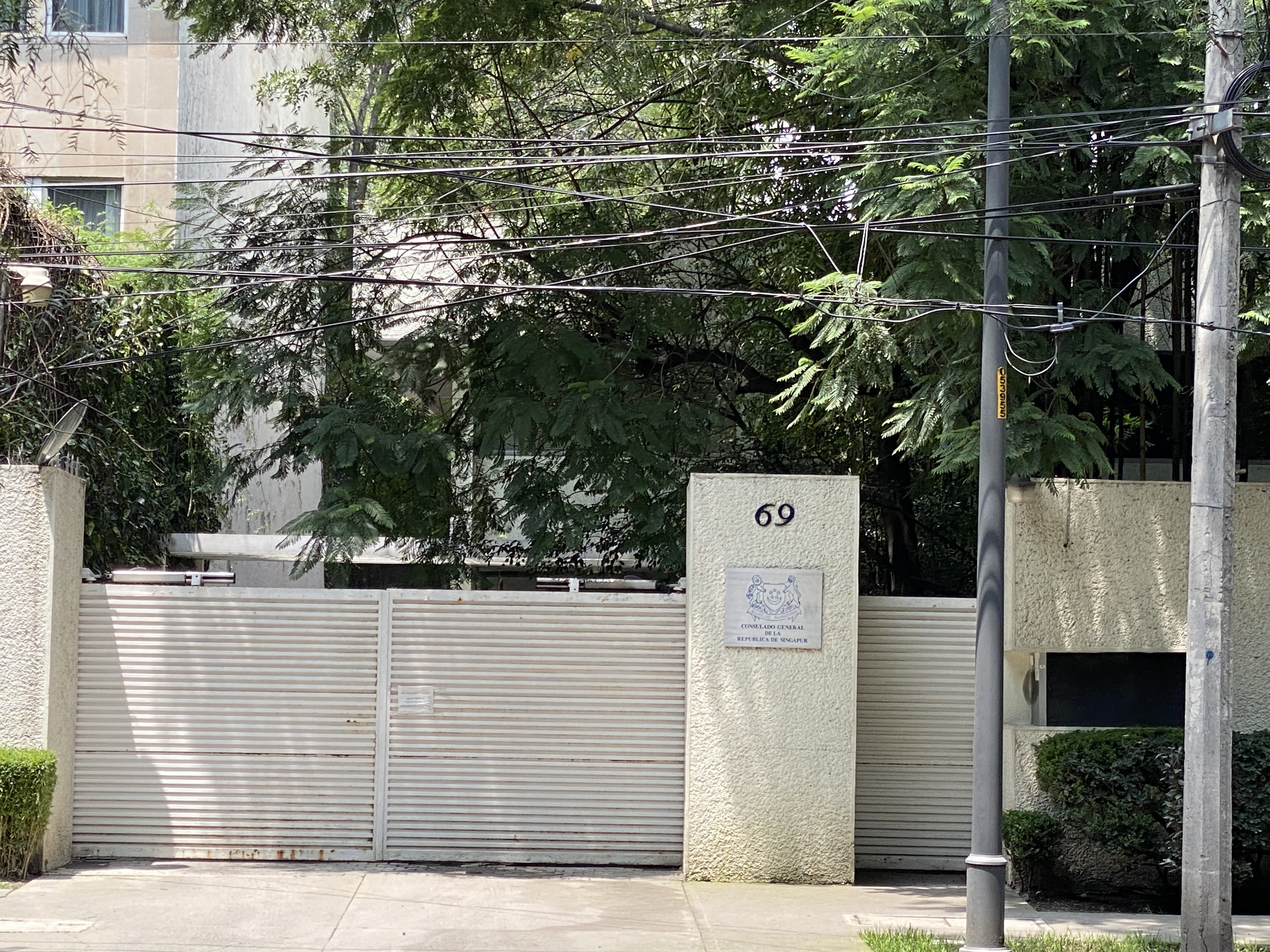
Consulado-General Honorario de Singapur en la Ciudad de México